# 男神養成記
《男神養成記》是一部2021年美國青少年浪漫喜劇電影。這部電影是1999年電影窈窕美眉的性別互換翻拍，該現代版電影是改編蕭伯納在1913年的戲劇賣花女和喬治·丘克在1964年的電影窈窕淑女 。它由愛蒂森·芮、坦納·布坎南、梅迪森·佩蒂絲、佩頓·邁耶一起主演，瑞秋·萊·寇克、馬修·里沃德有演出過窈窕美眉。
2020年9月開始討論重拍《窈窕美眉》，馬克·沃特斯執導，小R·李·弗萊明回歸擔任電影編劇，愛蒂森·芮將演出。
主體拍攝於2020年12月在加州洛杉磯開始。
《男神養成記》於2021年8月25日在加州好萊塢的NeueHouse全球首映，然後於2021年8月27日在Netflix上首映。這部電影普遍受到負面評價。

## 劇情概要
柏芝·索亞（Padgett Sawyer）是一位就讀卡利高中TikTok網紅，她與單親的母親（當地一名護士）住在一起，儘管她假裝住在高級公寓裡，以向她的粉絲和贊助商隱瞞她的真實生活。有一天，柏芝去找她的男友佐敦·范德德，一位網紅、有抱負的嘻哈藝術家，卻發現他為了一名舞者拋棄了她。那時她正好在直播，這場鬧劇導致她失去了很多粉絲和贊助廠商，她發現自己受到了羞辱。為了救贖自己，她接受了她的朋友愛登·皮爾斯提出的一項挑戰，將學校最不受歡迎的男孩、反社會、愛攝影的學生卡梅·威勒（Cameron Kweller）改造成舞會國王。

## 演員
| 演員                                | 角色                           | 備註                                                                                                |
| ----------------------------------- | ------------------------------ | --------------------------------------------------------------------------------------------------- |
| 愛蒂森·芮 Addison Rae               | 柏芝·索亞 Padgett Sawyer       | 一位就讀卡利高中的TikTok網紅，她向富裕的高中同學隱瞞了她貧窮的事實。                                |
| 坦納·布坎南 Tanner Buchanan         | 卡梅·威勒 Cameron Kweller      | 一位就讀卡利高中喜歡拍照的反社會叛逆者。                                                            |
| 梅迪森·佩蒂絲 Madison Pettis        | 愛登·皮爾斯 Alden Pierce       | 柏芝的富裕且社會地位意識高的好朋友，後來成為競爭對手。                                              |
| 佩頓·邁耶 Peyton Meyer              | 佐敦·范德德 Jordan Van Draanen | 柏芝的前男友，嘻哈藝人和網紅。                                                                      |
| 瑞秋·萊·寇克 Rachael Leigh Cook     | 安娜·索亞 Anna Sawyer          | 柏芝的母親，她是一名護士。瑞秋從《窈窕美眉》回歸，扮演不同的角色，最初扮演的是蘭妮（Laney Boggs）。 |
| 馬修·里沃德 Matthew Lillard         | 校長Bosch Principal Bosch      | 學校的校長。馬修從《窈窕美眉》回歸，扮演不同的角色，最初扮演布羅克·哈德森（Brock Hudson）。         |
| 伊莎貝拉·克羅韋蒂 Isabella Crovetti | 布琳·威勒 Brin Kweller         | 卡梅的追星妹妹。                                                                                    |
| Myra Molloy                         | 奎茵 Quinn                     | 柏芝的另一個好朋友，她比愛登更支持她。她和妮莎一起去參加舞會。                                      |
| 安妮·雅各布 Annie Jacob             | 妮莎 Nisha                     | 卡梅最好也是唯一的朋友。                                                                            |

## 製作
2020年9月，米拉麥克斯影業（Miramax）宣布要重拍《窈窕美眉》（She's All That）只是性別互換，標題為《男神養成記》（He's All That），由馬克·沃特斯（Mark Waters）執導，小R·李·弗萊明（R. Lee Fleming Jr.）為編劇，愛蒂森·芮（Addison Rae）主演。坦納·布坎南、梅迪森·佩蒂絲、佩頓·邁耶、Myra Molloy、伊莎貝拉·克羅韋蒂和安妮·雅各布也一起出演。
2020年12月，瑞秋·萊·寇克加入劇組，飾演女主角的母親。瑞秋·萊·寇克的角色與她原來在《窈窕美眉》的角色無關。安德魯·馬塔拉斯佐、凡妮莎·杜巴索、布賴恩·托雷斯、羅梅爾·德席爾瓦、多米尼克·古德曼、瑞恩·霍利斯和蒂芙尼·西蒙也加入了製作。
拍攝於2020年12月在洛杉磯聯合車站進行。該市因決定關閉COVID-19檢測站以容納電影製作人而受到批評。該決定被推翻，檢測站能夠在拍攝期間繼續工作。2021年8月，歌曲《CKiss Me (Sixpence None the Richer song)e》被Cyn翻唱作為電影配樂。

## 發行
《男神養成記》於2021年8月25日在加州好萊塢的NeueHouse 進行了全球首映。
在2021年8月27日由Netflix發行。根據Netflix的說法，這是該週他們服務的第一部電影。

## 評價
在爛番茄上，根據56位影評人的評論，這部電影的支持率為30%，平均評分為4/10。該網站的評論家一致認為，“由於其明星之間缺乏化學反應，《男神養成記》缺乏許多改進其性別交換源材料的機會。”在Metacritic上，根據22位評論家的評論，這部電影的加權平均得分為36分（滿分100分），表明“普遍不利的評論”。
Variety的寇特妮·霍華德（Courtney Howard）說：“儘管他對原作做出了一些巧妙的改編，透過少量參考在新作品與舊作品之間取得了仁慈的平衡。然而，還有更多令人抓狂的平庸元素。”美國廣播公司新聞的彼得·崔維斯（Peter Travers）給出了負面評價，稱“為《親親小站》的觀眾群製造，這種性別互換、對1999年青少年熱門歌曲的TikTok友好更新聽起來很糟糕，而且經常如此，但足夠的魅力從裂縫中戳出，足以吸引任何曾經為改造寓言而墮落的人。”好萊塢報導羅賓·巴爾寫道：“《男神養成記》可能是對其前作的平淡反映，但兩部電影都足夠迷人，足以讓每部都開出一個影射諷刺的肛交笑話”，而且這部電影“真的不比第一部電影差。”
為RogerEbert.com撰稿的內爾·米諾對這部電影的評價更為積極，給它打了3星（滿分4星）。她寫道：“夏日戀曲的結局，有吸引人的年輕表演者和一個讓原作煥然一新而又不過分的劇本。”洛杉磯時報的邁克爾·奧多尼亞（Michael Ordoña）給出了一個非常積極的評價，他說：“你會很高興發現這部有趣的翻拍有它的魅力；實際上，大部分情況下就是這樣。”

## 原聲帶
收錄的歌曲列表《男神養成記》 
| 曲目                                           | 演唱者                                    |
| ---------------------------------------------- | ----------------------------------------- |
| Carried Away (Surf Mesa and Madison Beer song) | Surf Mesa、麥狄森·碧兒                    |
| Electric (Katy Perry song)                     | 凱蒂·佩芮                                 |
| Go Bad                                         | Blu DeTiger                               |
| Better Without You                             | TCTS, Glowie、Saffron Stone               |
| Chain My Heart                                 | Topic (DJ)、碧碧·蕾克莎                   |
| Stop Talkin                                    | Valentino Khan、ALMA                      |
| ILY (I Love You Baby)                          | Surf Mesa、Eileen                         |
| Jalebi Baby                                    | Tesher                                    |
| Easy (Troye Sivan song)                        | 特洛伊·希文、凱茜·馬斯格雷夫斯、馬克·朗森 |
| Your Love                                      | ATB、Topic、A7S                           |
| Losing It                                      | Fisher                                    |
| Kiss Me (Sixpence None the Richer song)        | Cyn                                       |
| Mean Streets Of Pali                           | Kaz Gamble、Doug Ray                      |

## 外部連結
- 在Netflix上觀看《男神養成記》
- 互联网电影数据库（IMDb）上《男神養成記》的资料（英文）